# Чемпіонат світу з тріатлону (довга дистанція)
Чемпіонат світу на довгій дистанції — щорічне змагання з тріатлону. Проходить з 1994 року під егідою Міжнародної федерації.

## Дистанція
| Рік  | Дата         | Місце         | Довжина етапів (км) | Довжина етапів (км) | Довжина етапів (км) |
| Рік  | Дата         | Місце         | Плавання            | Велосипед           | Біг                 |
| ---- | ------------ | ------------- | ------------------- | ------------------- | ------------------- |
| 1994 | 26 червня    | Ніцца         | 4                   | 120                 | 32                  |
| 1995 | 1 жовтня     | Ніцца         | 4                   | 120                 | 32                  |
| 1996 | 7 вересня    | Мансі         | 1.9                 | 90                  | 21.6                |
| 1997 | 8 червня     | Ніцца         | 4                   | 120                 | 30                  |
| 1998 | 5 вересня    | Садо          | 3                   | 136                 | 28                  |
| 1999 | 11 липня     | Сетер         | 4                   | 120                 | 30                  |
| 2000 | 18 липня     | Ніцца         | 4                   | 120                 | 30                  |
| 2001 | 5 серпня     | Фредерісія    | 3.8                 | 180                 | 42                  |
| 2002 | 22 вересня   | Ніцца         | 4                   | 120                 | 30                  |
| 2003 | 11 травня    | Ібіса         | 4                   | 120                 | 30                  |
| 2004 | 3 липня      | Сетер         | 4                   | 120                 | 30                  |
| 2005 | 7 серпня     | Фредерісія    | 4                   | 120                 | 30                  |
| 2006 | 19 листопада | Канберра      | 4                   | 120                 | 30                  |
| 2007 | 15 липня     | Лор'ян        | 3                   | 80                  | 20                  |
| 2008 | 31 серпня    | Алмере        | 4                   | 120                 | 30                  |
| 2009 | 25 жовтня    | Перт          | 3                   | 80                  | 20                  |
| 2010 | 31 липня     | Імменштадт    | 4                   | 130                 | 30                  |
| 2011 | 5 листопада  | Гендерсон     | 0                   | 120                 | 30                  |
| 2012 | 29 липня     | Віторія       | 4                   | 120                 | 30                  |
| 2013 | 1 червня     | Бельфор       | 0                   | 87                  | 20                  |
| 2014 | 21 вересня   | Вейхай        | 4                   | 120                 | 20                  |
| 2015 | 27 червня    | Мутала        | 1.5                 | 120                 | 30                  |
| 2016 | 24 вересня   | Оклахома-Сіті | 4                   | 120                 | 30                  |
| 2017 | 27 серпня    | Пентіктон     | 3                   | 120                 | 30                  |
| 2018 | 14 липня     | Фюн           | 3                   | 120                 | 30                  |
| 2019 | 4 травня     | Понтеведра    | 1.5                 | 110                 | 30                  |

## Чоловіки
| Рік  | Золото                   | Срібло                   | Бронза                   |
| ---- | ------------------------ | ------------------------ | ------------------------ |
| 1994 | Роб Барел (NED)          | Лотар Ледер (GER)        | Ів Кордьє (FRA)          |
| 1995 | Саймон Лессінг (GBR)     | Люк Ван Лірд (BEL)       | Пітер Рід (CAN)          |
| 1996 | Грег Велш (AUS)          | Люк Ван Лірд (BEL)       | Спенсер Сміт (GBR)       |
| 1997 | Люк Ван Лірд (BEL)       | Роб Барел (NED)          | Жан-Крістоф Гюнкар (SUI) |
| 1998 | Люк Ван Лірд (BEL)       | Роб Барел (NED)          | Петер Сандванг (DEN)     |
| 1999 | Петер Сандванг (DEN)     | Торбйорн Сіндбалле (DEN) | Массімо Гваданьї (ITA)   |
| 2000 | Петер Сандванг (DEN)     | Сирьє Нев'є (FRA)        | Франсуа Шабо (FRA)       |
| 2001 | Петер Сандванг (DEN)     | Расмус Геннінг (DEN)     | Йонас Колтінг (SWE)      |
| 2002 | Сирьє Нев'є (FRA)        | Торбйорн Сіндбалле (DEN) | Рутгер Беке (BEL)        |
| 2003 | Енеко Льянос (ESP)       | Рутгер Беке (BEL)        | Ксав'є ле Флок (FRA)     |
| 2004 | Торбйорн Сіндбалле (DEN) | Йонас Колтінг (SWE)      | Маріно Вангунаккер (BEL) |
| 2005 | Віктор Земцев (UKR)      | Маріно Вангунаккер (BEL) | Ксав'є ле Флок (FRA)     |
| 2006 | Торбйорн Сіндбалле (DEN) | Крейг Александер (AUS)   | Маріно Вангунаккер (BEL) |
| 2007 | Жульєн Луа (FRA)         | Ксав'є ле Флок (FRA)     | Себастьєн Берльє (FRA)   |
| 2008 | Жульєн Луа (FRA)         | Франсуа Шабо (FRA)       | Мартін Єнсен (DEN)       |
| 2009 | Тімоті О'Доннелл (USA)   | Сілвен Сюдріє (FRA)      | Мартін Єнсен (DEN)       |
| 2010 | Сілвен Сюдріє (FRA)      | Тімоті О'Доннелл (USA)   | Франсуа Шабо (FRA)       |
| 2011 | Джордан Репп (USA)       | Джо Джейблз (AUS)        | Сілвен Сюдріє (FRA)      |
| 2012 | Кріс Маккормак (AUS)     | Енеко Льянос (ESP)       | Дірк Боккель (LUX)       |
| 2013 | Бертран Біллар (FRA)     | Теренцо Боццоне (NZL)    | Дірк Боккель (LUX)       |
| 2014 | Бертран Біллар (FRA)     | Сілвен Сюдріє (FRA)      | Сірі Венно (FRA)         |
| 2015 | Сірі Венно (FRA)         | Мартін Єнсен (DEN)       | Джо Скайппер (GBR)       |
| 2016 | Сілвен Сюдріє (FRA)      | Сірі Венно (FRA)         | Метт Шрабо (USA)         |
| 2017 | Ліонель Сандерс (CAN)    | Джошуа Амберджер (AUS)   | Джо Джейблз (AUS)        |
| 2018 | Пабло Дапена (ESP)       | Руді Вільд (SUI)         | Марко Альберт (EST)      |
| 2019 | Хав'єр Гомес (ESP)       | Пабло Дапена (ESP)       | Ярослав Ковачич (SLO)    |

## Жінки
| Рік  | Золото                    | Срібло                     | Бронза                    |
| ---- | ------------------------- | -------------------------- | ------------------------- |
| 1994 | Ізабелла Мутон (FRA)      | Карен Смайрс (USA)         | Ліді Резе (FRA)           |
| 1995 | Дженні Роуз (NZL)         | Уте Шефер (GER)            | Інес Естедт (GER)         |
| 1996 | Карен Смайрс (USA)        | Софі Делемер (FRA)         | Сюзанна Нільсен (DEN)     |
| 1997 | Інес Естедт (GER)         | Ізабелла Мутон (FRA)       | Віргінія Берасатегі (ESP) |
| 1998 | Ріна Гілл (AUS)           | Лена Вальквіст (SWE)       | Мегумі Шігакі (JPN)       |
| 1999 | Сюзанна Нільсен (DEN)     | Джоанна Кінг (AUS)         | Жасмін Геммерле (AUT)     |
| 2000 | Ізабелла Мутон (FRA)      | Наташа Бадманн (SUI)       | Данієла Локарно (ITA)     |
| 2001 | Лісбет Крістенсен (DEN)   | Лена Вальквіст (SWE)       | Сюзанна Нільсен (DEN)     |
| 2002 | Інес Естедт (GER)         | Катлен Смет (BEL)          | Віргінія Берасатегі (ESP) |
| 2003 | Віргінія Берасатегі (ESP) | Ана Бургос (ESP)           | Сіоне Йонгстра (NED)      |
| 2004 | Тамара Козуліна (UKR)     | Лісбет Крістенсен (DEN)    | Сіоне Йонгстра (NED)      |
| 2005 | Кетлен Смет (BEL)         | Мірінда Карфра (AUS)       | Тійна Боман (FIN)         |
| 2006 | Белла Комерфорд (GBR)     | Едіт Нідерфрініджер (ITA)  | Джоанна Домас (FRA)       |
| 2007 | Лінда Кейв (GBR)          | Еріка Чомор (HUN)          | Катріона Моррісон (GBR)   |
| 2008 | Кріссі Веллінгтон (GBR)   | Шарлотта Колтерс (DEN)     | Івонн ван Влеркен (NED)   |
| 2009 | Джоді Сваллоу (GBR)       | Ребека Кіт (AUS)           | Делфіне Пеллетьє (FRA)    |
| 2010 | Кароліна Штеффен (SUI)    | Івонн ван Влеркен (NED)    | Віргінія Берасатегі (ESP) |
| 2011 | Рейчел Джойс (GBR)        | Лінда Кейв (GBR)           | Мередіт Кесслер (USA)     |
| 2012 | Кароліна Штеффен (SUI)    | Каміла Педерсен (DEN)      | Джоді Сваллоу (GBR)       |
| 2013 | Мелісса Гошільдт (AUS)    | Каміла Педерсен (DEN)      | Рейчел Макбрайд (CAN)     |
| 2014 | Каміла Педерсен (DEN)     | Кайса Лехтонен (FIN)       | Андреа Г'юїтт (NZL)       |
| 2015 | Мері Бет Елліс (USA)      | Каміла Педерсен (DEN)      | Кайса Лехтонен (FIN)      |
| 2016 | Джоді Сваллоу (GBR)       | Кароліна Штеффен (SUI)     | Рейчел Макбрайд (CAN)     |
| 2017 | Сара Кроулі (AUS)         | Гелле Фредеріксен (DEN)    | Гізер Вуртеле (CAN)       |
| 2018 | Гелле Фредеріксен (DEN)   | Барбара Ріверос Діас (CHI) | Аннабель Люксфорд (AUS)   |
| 2019 | Александра Тондер (BEL)   | Юдіт Корачан (ESP)         | Анна Ногуера (ESP)        |